# (33777) 1999 RM158
1999 RM158 (asteroide 33777) é um asteroide da cintura principal. Possui uma excentricidade de 0.11365030 e uma inclinação de 1.84638º.
Este asteroide foi descoberto no dia 9 de setembro de 1999 por LINEAR em Socorro.